# مسجد تحفة الراغبين
مسجد تحفة الراغبين (بالاندونيسية: Masjid Jami Tuhfaturroghibin) هو مسجد يقع في منطقة الالاك التاريخية المركزية في مدينة بنجرماسين الواقعة في مقاطعة كليمنتان الجنوبية، المسجد وعمارته يخلط بين فن العمارة المحلي وفن العمارة العربي، يعد المسجد رمز فخر واعتزاز منطقة الالاك التاريخية المركزية والسكان الأصليين في بنجر .

## التاريخ
بني مسجد تحفة الراغبين في الحادي عشر من شهر محرم عام 1357 هـ، تاريخ المسجد يعبر أنه واحد من المساجد القديمة في بنجر، في الأصل كان المسجد لا يقع في منطقة الالاك التاريخية، في الماضي قبل أن يتم بناء المسجد بني مسجد في قرية كاناس التابعة لمنطقة الالاك التاريخية، وفي نهاية المطاف قرر قادة المجتمع نقل المسجد إلى منطقة الالاك التاريخية، بني المسجد من الخشب الكبير والخيزران، وكانت تقنية البناء في المسجد بسيطة، للحصول على الخشب كونة لجنة للنظر في داخل غابات بورنيو ونقل الخشب بواسطة الزوارق، ولم يكن للمسجد قبة، وكان شكله على شكل هرم، منذ تأسيسه جدد المسجد عدة مرات .

## العمارة
مسجد كاناس هو مسجد فريدة من نوعه، تبلغ مساحته 40 متر في 40 متر، في بداية بناء المسجد لم تكن هناك قبة للمسجد لم يكن هناك شكل دائري للمسجد، ولكن هناك شكل هرمي له وذلك في عام 1934، وبعد أن عقد تغيير في تصميم المسجد في عام 1972 تمت إضافة فبة للمسجد، واستمرت القبة في التغيير الأخير في عام 1980 إلى وقتنا الحاضر، شهد المسجد عدة ترميمات وإعادة التأهيل، بما في ذلك موقعه الأصلي على الواجهة البحرية ومن ثم دفع قليلا إلى الوراء إلى الموقع الحالي .

## الحريق
اجتاحت النيران المناطق السكنية في منطقة الالاك التاريخية المركزية، وتمددت حتى وصلت مسجد تحفة الراغبين، وذلك في الرابع من شهر أكتوبر عام 2007، وكان من نتائج الحريق أن دمرت عشرات المنازل، أما المساجد المجاورة فقد أحرقت تقريبا، لحسن الحظ لم يعاني مسجد تحفة الراغبين الا من أضرار طفيفة .